# 訃報 1987年4月
訃報 1987年4月（ふほう 1987ねん4がつ）では、1987年（昭和62年）4月中に物故した、又は物故が報じられた人物についてまとめる。

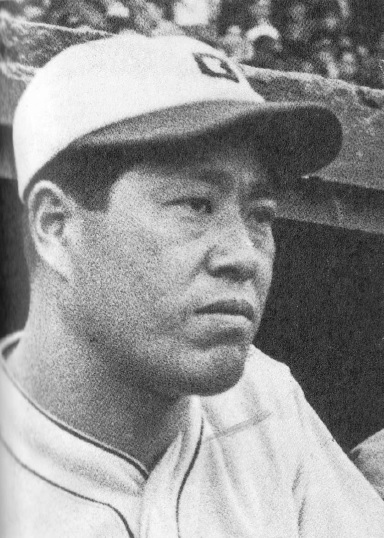
中島治康 / 4月21日没

## （1日 - 15日）
- 4月1日 - 春日照代、漫才師（春日三球・照代）（* 1935年）
- 4月2日 - 中垣國男、政治家、元法務大臣（* 1911年）
- 4月2日 - 福島慎太郎、パシフィック・リーグ会長（* 1907年）
- 4月2日 - 山本悍右、詩人・写真家（* 1914年）
- 4月2日 - バディ・リッチ、ジャズドラマー（* 1917年）
- 4月4日 - C・L・ムーア、SF作家（* 1911年）
- 4月5日 - 中里恒子、小説家（* 1909年）
- 4月11日 - 森井茂、プロ野球選手（* 1915年）
- 4月11日 - アースキン・コールドウェル、小説家（* 1903年）
- 4月13日 - 立木勝、大分県知事（* 1906年）
- 4月13日 - 田中伊三次、国務大臣・法務大臣・ロッキード事件調査委員長（* 1906年）
- 4月13日 - エルヴィン・ニレジハジ、ピアニスト・作曲家（* 1903年）
- 4月13日 - ハーバート・ジョージ・ブルーマー、社会学者（* 1900年）
- 4月15日 - 初音礼子、女優（* 1908年）
- 4月15日 - 中山正敏、空手家（* 1913年）

## （16日 - 30日）
- 4月17日 - 香川良介、俳優（* 1896年）
- 4月17日 - 福家俊一、衆議院議員（* 1912年）
- 4月17日 - カールトン・バレット、レゲエドラマー（* 1950年）
- 4月19日 - 長谷川四郎、作家（* 1909年）
- 4月19日 - ミルト・カール、アニメーター（* 1909年）
- 4月21日 - 中島治康、元プロ野球選手・プロ野球監督（* 1909年）
- 4月24日 - ジョアッキーノ・コロンボ、自動車技術者（* 1903年）
- 4月25日 - 吉田庄太郎、録音技師（* 1925年）